# Miasto na prawach powiatu
Miasto na prawach powiatu – jednostka samorządu terytorialnego szczególnego rodzaju, którą w polskim samorządzie terytorialnym stanowi samorząd gminy miejskiej nieprzynależącej do żadnego powiatu, a zamiast tego wykonującej jego zadania samodzielnie, zachowując przy tym formę prawną gminy. Mimo tego potocznie określana bywa również jako powiat grodzki lub powiat miejski. Organem wykonawczym i zarządzającym w miastach na prawach powiatu jest z mocy prawa prezydent miasta.

## Historia
Status ten, po wprowadzeniu 1 stycznia 1999 roku nowego trójstopniowego podziału terytorialnego państwa, otrzymały:
- miasta liczące ponad 100 tysięcy mieszkańców według stanu na dzień 31 grudnia 1998,
- dawne stolice województw (z wyłączeniem Ciechanowa, Piły i Sieradza, zgodnie ze stanowiskiem wyrażonym podczas wprowadzania trójstopniowego podziału administracyjnego kraju przez ówczesne organy stanowiące samorządów tych miast),
- niektóre inne gminy miejskie niespełniające powyższych warunków, których pomimo to nie włączono w skład powiatu, uznając takie rozwiązanie za niemożliwe lub niecelowe, mając na względzie ich lokalizację pomiędzy innymi miastami na prawach powiatu w obrębie aglomeracji (Jastrzębie-Zdrój, Jaworzno, Mysłowice, Piekary Śląskie, Siemianowice Śląskie, Sopot, Świętochłowice, Żory), albo specyficzne położenie fizycznogeograficzne i dużą powierzchnię miasta (Świnoujście).

Powyższe wyliczenie nabrało od 2001 roku charakteru zamkniętego, bowiem w ustawie o samorządzie powiatowym wyeliminowano możliwość nadania praw powiatu miastom, które nie zostały w nim uwzględnione – w tym również Pile, Ciechanowowi i Sieradzowi. Dopuszczalne stało się wyłącznie przywracanie praw powiatu utraconych po 30 maja 2001 r., toteż Wałbrzych, który 1 stycznia 2003 r. zrezygnował ze statusu miasta na prawach powiatu i został włączony do powiatu wałbrzyskiego, uzyskał 1 stycznia 2013 r. ponownie status miasta na prawach powiatu. Jedyne odstępstwo od powyższej zasady uczyniono dla Warszawy, która na mocy ustawy odzyskała w dniu 27 października 2002 r. posiadany do 1975 r. status miasta na prawach powiatu oraz do 1990 r. jednolitej gminy miejskiej; wcześniej miasto stołeczne stanowiło latach 1990–2002 związek komunalny 11 gmin miejskich, zawiązany w 1990 r. zgodnie z obowiązkiem nałożonym przez ustawę warszawską), zaś w latach 1999–2002 istniał on równolegle z powiatem warszawskim.
1 marca 2006 r. prezydenci i burmistrzowie 20 miast o statusie gminy miejskiej zwrócili się z apelem do Prezydenta RP, Sejmu RP, Senatu RP i Prezesa Rady Ministrów o przyznanie ich miastom praw powiatu. Swój apel motywowali faktem, iż obowiązujące regulacje prawne utrudniają sprawne zarządzanie miastami liczącymi powyżej 50 tys. mieszkańców, wchodzącymi w skład tzw. powiatów, a przede wszystkim hamują ich rozwój gospodarczy. W 2015 Senat zgłosił projekt nowelizacji Ustawy o samorządzie powiatowym, która umożliwiłaby nadanie praw powiatu Pile, Ciechanowowi i Sieradzowi oraz miastom powyżej 70 tys. mieszkańców.

## Organizacja i status prawny
Ustawodawca w tekście pierwotnym ustawy z dnia 5 czerwca 1998 roku o samorządzie powiatowym stanowił w art. 3: „Powiat jako jednostka zasadniczego podziału terytorialnego obejmuje całe obszary graniczących ze sobą gmin albo cały obszar miasta na prawach powiatu”, z czego można było wysnuć wniosek, iż miasto na prawach powiatu jest powiatem w znaczeniu formy prawnej jednostek samorządu terytorialnego. Obecnie, po nowelizacji z 2001 roku ustawa nie wydaje się uprawniać do takich wniosków. Ta sama tendencja widoczna jest w art. 91 rzeczonej ustawy. W tekście pierwotnym (ust. 5) ustawodawca stanowił, że każdorazowo przez powiat rozumie się także miasto na prawach powiatu. Po zmianach z 2001 roku art. 91 miasto na prawach powiatu ma bez wątpienia formę prawną gminy, której ustawodawca jedynie powierzył rozszerzony zakres zadań ze względu na specyfikę, nadając prawa i obowiązki przysługujące powiatom sensu stricto. Stosowanie nazwy np. „Miasto Powiat Płock” jest błędne.
Nadanie miastu praw powiatu niesie ze sobą m.in. następujące konsekwencje:
- wybory przeprowadza się zgodnie z przepisami o wyborach organów gminy, włączając przyznanie czynnego, a w przypadku wyborów do rady miasta również biernego prawa wyborczego obywatelom innych krajów UE zamieszkującym w gminie, nieprzysługującego w wyborach do rady powiatu,
- organy w mieście na prawach powiatu (tj. rada miasta i prezydent miasta) wykonują w pozostałym zakresie kompetencje właściwe dla – odpowiednio – rady gminy i rady powiatu oraz wójta (burmistrza), zarządu powiatu i starosty,
- prezydent miasta na prawach powiatu jest organem wykonawczym monokratycznym i nieodpowiadającym politycznie przed radą,
- prezydent miasta na prawach powiatu jest co do zasady zarządcą wszystkich dróg publicznych na jego obszarze, z wyjątkiem autostrad, dróg ekspresowych oraz tych spośród dróg krajowych, które zapewniają dostęp drogowy w standardzie wymaganym dla transeuropejskiej sieci transportowej (TEN-T) do polskich portów wymienionych w załączniku II do rozporządzenia Parlamentu Europejskiego i Rady (UE) nr 1315/2013
- prezydent miasta wykonuje całość zadań samorządowych z zakresu gospodarowania wodami,
- miasto gospodaruje co do zasady zarówno nieruchomościami komunalnymi, jak i należącymi do Skarbu Państwa położonymi na jego terenie,
- miasto zarządza co do zasady zarówno publicznymi przedszkolami, szkołami podstawowymi, jak i niemal wszystkimi ponadpodstawowymi na swoim terenie, z wyjątkiem nielicznych prowadzonych przez samorząd województwa lub przez ministra,
- miasto zarządza co do zasady zdecydowaną większością publicznych jednostek pomocy społecznej, z wyjątkiem nielicznych prowadzonych przez samorząd województwa lub przez ministra,
- miasto zarządza co do zasady zdecydowaną większością typów publicznych jednostek organizacyjnych wspierania rodziny i systemu pieczy zastępczej, z wyjątkiem nielicznych prowadzonych przez samorząd województwa,
- miejski ośrodek pomocy społecznej ma jednocześnie status powiatowego/miejskiego centrum pomocy rodzinie,
- miejskie centrum zarządzania kryzysowego i miejski zespół zarządzania kryzysowego mają jednocześnie status, odpowiednio: powiatowego centrum zarządzania kryzysowego i powiatowego zespołu zarządzania kryzysowego,
- gminna biblioteka publiczna ma jednocześnie status powiatowej biblioteki publicznej (ponadto może mieć także status wojewódzkiej biblioteki publicznej i dzieje się tak w 7 miastach); wyjątek stanowi Warszawa, gdzie gminny status mają biblioteki dzielnicowe, nad którymi nadzór sprawuje biblioteka łącząca statusy powiatowej i wojewódzkiej biblioteki publicznej,
- prezydent miasta jest w sprawach miejskich inwestycji budowlanych innych niż metro co do zasady zarówno organem administracji budowlanej, jak i organem reprezentującym stronę postępowania,
- rada nie wybiera co do zasady organu wykonawczego, a jego odwołanie jest możliwe co do zasady jedynie w drodze referendum,
- radni składają ślubowanie według tekstu roty z art. 23a ustawy gminnej.

W porównaniu do zwyczajnej gminy miejskiej, miasto na prawach powiatu dodatkowo prowadzi lub współprowadzi powiatową bibliotekę publiczną, szpital, dom pomocy społecznej oraz zakład opiekuńczo-leczniczy, a w trakcie kwalifikacji wojskowej organizuje powiatową/miejską komisję lekarską. Ponadto w mieście na prawach powiatu pojawiają się podlegające prezydentowi miasta organy powiatowej administracji zespolonej, które w zwyczajnej gminie są nieobecne. Administrację tę stanowią:
- urząd miasta, w porównaniu do zwyczajnej gminy obejmujący dodatkowo:
  - wydział właściwy ds. geodezji i kartografii,
  - wydział właściwy ds. administracji architektoniczno-budowlanej,
  - wydział właściwy ds. komunikacji,
  - wydział właściwy ds. bezpieczeństwa,
- inne jednostki organizacyjne lub organy:
  - powiatowy/miejski urząd pracy,
  - powiatowe/miejskie centrum zarządzania kryzysowego,
  - komisja bezpieczeństwa i porządku,
  - powiatowy/miejski zespół ds. orzekania o niepełnosprawności
  - powiatowe/miejskie centrum pomocy rodzinie
  - powiatowa/miejska stacja sanitarno-epidemiologiczna
  - powiatowy/miejski inspektorat nadzoru budowlanego
  - komenda powiatowa/miejska Policji (w przypadku Warszawy – działające na jej terytorium komendy rejonowe Policji)
  - komenda powiatowa/miejska Państwowej Straży Pożarnej
  - w niektórych miastach – powiatowy/miejski konserwator zabytków
  - inne jednostki organizacyjne stanowiące aparat pomocniczy kierowników służb, inspekcji i straży szczebla powiatowego, oprócz tych wyłączonych z administracji zespolonej (tzw. spionizowanych – np. powiatowego inspektoratu weterynarii, urzędu skarbowego, biura powiatowego Agencji Restrukturyzacji i Modernizacji Rolnictwa, prokuratury rejonowej, sądu rejonowego, czy wojskowego centrum rekrutacji).

W pozostałym zakresie miasto na prawach powiatu jest co do zasady gminą, a jego organy podlegają przede wszystkim regulacjom ustawy o samorządzie gminnym.

## Zalety i wady
W 2000 r. rząd Jerzego Buzka uznał potrzebę rozpoczęcia pilnych działań prowadzących do łączenia się miast na prawach powiatu i powiatów mających siedzibę swych władz w tych miastach, z uwagi na znaczące dysproporcje występujące w zakresie potencjału instytucjonalnego jednostek powiatowych. Analizy rządowe wskazywały na znacząco wyższy potencjał miast na prawach powiatu i szczególnie niski potencjał powiatów pozbawionych większych ośrodków miejskich.
Z drugiej strony status miasta na prawach powiatu redukuje na jego gęsto zaludnionym, uzbrojonym i zabudowanym obszarze, o dużej powierzchni, ale zarazem znacznie rozdrobnionej strukturze gruntów o nierzadko skomplikowanym lub niejasnym statusie cywilnoprawnym, ryzyko chaosu kompetencyjnego oraz mnogości sprzecznych albo dublujących się działań, jako że wyznaczony zostaje pojedynczy organ odpowiadający za całokształt niektórych dziedzin zarządzanych w innych miejscowościach fragmentarycznie przez wiele organów różnych szczebli, np. za gospodarowanie nieruchomościami zarówno komunalnymi, jak i należącymi do Skarbu Państwa, zarządzanie niemal wszystkimi drogami publicznymi różnych kategorii w granicach miasta (z wyjątkiem autostrad i dróg ekspresowych, a także dróg krajowych zapewniających dostęp drogowy do niektórych polskich portów), wykonywanie całości zadań samorządowych z zakresu gospodarowania wodami czy też zarządzanie zdecydowaną większością publicznych jednostek systemu oświaty, publicznych jednostek pomocy społecznej oraz innych jednostek organizacyjnych wspierania rodziny i systemu pieczy zastępczej (z wyjątkiem nielicznych resortowych i wojewódzkich), zaś montaż finansowy dla niezbędnych, ale – adekwatnie do wielkości tych miast – z konieczności często wielkoskalowych i wysokokosztowych inwestycji, jest łatwiejszy dzięki dużemu ujednoliconemu budżetowi pozwalającemu na pozyskiwanie tańszego finansowania zewnętrznego, co umożliwia sprawne, elastyczne i spójne zarządzanie dużym organizmem miejskim.

## Wykaz miast na prawach powiatu
Według stanu na 1 stycznia 2025 r. 66 miast ma status miasta na prawach powiatu:
| Miasto               | Województwo         | Populacja (2024-12-31) | Powierzchnia (2025-01-01) [km²] | Gęstość zaludnienia | Podstawa                                                            |
| -------------------- | ------------------- | ---------------------- | ------------------------------- | ------------------- | ------------------------------------------------------------------- |
| Jelenia Góra         | dolnośląskie        | 74 194                 | 109,29                          | 679                 | byłe miasto wojewódzkie                                             |
| Legnica              | dolnośląskie        | 90 823                 | 56,29                           | 1613                | byłe miasto wojewódzkie, powyżej 100 tys. mieszkańców               |
| Wałbrzych            | dolnośląskie        | 98 748                 | 84,69                           | 1166                | byłe miasto wojewódzkie, powyżej 100 tys. mieszkańców               |
| Wrocław              | dolnośląskie        | 672 882                | 292,79                          | 2298                | miasto wojewódzkie, powyżej 100 tys. mieszkańców                    |
| Bydgoszcz            | kujawsko-pomorskie  | 324 043                | 175,96                          | 1842                | miasto wojewódzkie, powyżej 100 tys. mieszkańców                    |
| Grudziądz            | kujawsko-pomorskie  | 87 696                 | 57,76                           | 1518                | powyżej 100 tys. mieszkańców                                        |
| Toruń                | kujawsko-pomorskie  | 193 717                | 115,71                          | 1674                | miasto wojewódzkie, powyżej 100 tys. mieszkańców                    |
| Włocławek            | kujawsko-pomorskie  | 99 474                 | 85,09                           | 1169                | byłe miasto wojewódzkie, powyżej 100 tys. mieszkańców               |
| Biała Podlaska       | lubelskie           | 53 888                 | 49,40                           | 1091                | byłe miasto wojewódzkie                                             |
| Chełm                | lubelskie           | 56 434                 | 36,98                           | 1526                | byłe miasto wojewódzkie                                             |
| Lublin               | lubelskie           | 328 305                | 147,47                          | 2226                | miasto wojewódzkie, powyżej 100 tys. mieszkańców                    |
| Zamość               | lubelskie           | 57 516                 | 30,33                           | 1896                | byłe miasto wojewódzkie                                             |
| Gorzów Wielkopolski  | lubuskie            | 114 700                | 85,73                           | 1338                | miasto wojewódzkie, powyżej 100 tys. mieszkańców                    |
| Zielona Góra         | lubuskie            | 138 869                | 275,35                          | 504                 | miasto wojewódzkie, powyżej 100 tys. mieszkańców                    |
| Łódź                 | łódzkie             | 645 693                | 293,25                          | 2202                | miasto wojewódzkie, powyżej 100 tys. mieszkańców                    |
| Piotrków Trybunalski | łódzkie             | 66 022                 | 67,24                           | 982                 | byłe miasto wojewódzkie                                             |
| Skierniewice         | łódzkie             | 45 121                 | 34,60                           | 1304                | byłe miasto wojewódzkie                                             |
| Kraków               | małopolskie         | 809 168                | 326,85                          | 2476                | miasto wojewódzkie, powyżej 100 tys. mieszkańców                    |
| Nowy Sącz            | małopolskie         | 79 821                 | 57,60                           | 1386                | byłe miasto wojewódzkie                                             |
| Tarnów               | małopolskie         | 102 123                | 72,37                           | 1411                | byłe miasto wojewódzkie, powyżej 100 tys. mieszkańców               |
| Ostrołęka            | mazowieckie         | 47 696                 | 33,46                           | 1425                | byłe miasto wojewódzkie                                             |
| Płock                | mazowieckie         | 110 015                | 88,04                           | 1250                | byłe miasto wojewódzkie, powyżej 100 tys. mieszkańców               |
| Radom                | mazowieckie         | 193 777                | 111,80                          | 1733                | byłe miasto wojewódzkie, powyżej 100 tys. mieszkańców               |
| Siedlce              | mazowieckie         | 74 780                 | 31,86                           | 2347                | byłe miasto wojewódzkie                                             |
| Warszawa             | mazowieckie         | 1 863 845              | 517,20                          | 3604                | miasto wojewódzkie, powyżej 100 tys. mieszkańców                    |
| Opole                | opolskie            | 125 492                | 149,02                          | 842                 | miasto wojewódzkie, powyżej 100 tys. mieszkańców                    |
| Krosno               | podkarpackie        | 43 594                 | 44,71                           | 975                 | byłe miasto wojewódzkie                                             |
| Przemyśl             | podkarpackie        | 55 292                 | 46,17                           | 1198                | byłe miasto wojewódzkie                                             |
| Rzeszów              | podkarpackie        | 198 317                | 129,00                          | 1537                | miasto wojewódzkie, powyżej 100 tys. mieszkańców                    |
| Tarnobrzeg           | podkarpackie        | 43 224                 | 85,40                           | 506                 | byłe miasto wojewódzkie                                             |
| Białystok            | podlaskie           | 290 386                | 102,13                          | 2843                | miasto wojewódzkie, powyżej 100 tys. mieszkańców                    |
| Łomża                | podlaskie           | 59 263                 | 32,67                           | 1814                | byłe miasto wojewódzkie                                             |
| Suwałki              | podlaskie           | 68 143                 | 65,51                           | 1040                | byłe miasto wojewódzkie                                             |
| Gdańsk               | pomorskie           | 488 651                | 682,95                          | 716                 | miasto wojewódzkie, powyżej 100 tys. mieszkańców, część aglomeracji |
| Gdynia               | pomorskie           | 240 084                | 391,51                          | 613                 | powyżej 100 tys. mieszkańców, część aglomeracji                     |
| Słupsk               | pomorskie           | 84 767                 | 52,72                           | 1608                | byłe miasto wojewódzkie                                             |
| Sopot                | pomorskie           | 31 444                 | 27,76                           | 1133                | część aglomeracji                                                   |
| Bielsko-Biała        | śląskie             | 164 318                | 124,45                          | 1320                | byłe miasto wojewódzkie, powyżej 100 tys. mieszkańców               |
| Bytom                | śląskie             | 146 290                | 69,47                           | 2106                | powyżej 100 tys. mieszkańców, część aglomeracji                     |
| Chorzów              | śląskie             | 99 420                 | 33,32                           | 2984                | powyżej 100 tys. mieszkańców, część aglomeracji                     |
| Częstochowa          | śląskie             | 203 615                | 159,72                          | 1275                | byłe miasto wojewódzkie, powyżej 100 tys. mieszkańców               |
| Dąbrowa Górnicza     | śląskie             | 112 408                | 188,76                          | 596                 | powyżej 100 tys. mieszkańców, część aglomeracji                     |
| Gliwice              | śląskie             | 168 248                | 133,86                          | 1257                | powyżej 100 tys. mieszkańców, część aglomeracji                     |
| Jastrzębie-Zdrój     | śląskie             | 81 338                 | 85,34                           | 953                 | część aglomeracji                                                   |
| Jaworzno             | śląskie             | 86 075                 | 152,42                          | 565                 | część aglomeracji                                                   |
| Katowice             | śląskie             | 278 885                | 164,73                          | 1693                | miasto wojewódzkie, powyżej 100 tys. mieszkańców, część aglomeracji |
| Mysłowice            | śląskie             | 70 741                 | 65,66                           | 1077                | część aglomeracji                                                   |
| Piekary Śląskie      | śląskie             | 51 373                 | 39,86                           | 1289                | część aglomeracji                                                   |
| Ruda Śląska          | śląskie             | 128 793                | 77,64                           | 1659                | powyżej 100 tys. mieszkańców, część aglomeracji                     |
| Rybnik               | śląskie             | 129 817                | 148,26                          | 876                 | powyżej 100 tys. mieszkańców, część aglomeracji                     |
| Siemianowice Śląskie | śląskie             | 62 817                 | 25,49                           | 2464                | część aglomeracji                                                   |
| Sosnowiec            | śląskie             | 184 988                | 91,13                           | 2030                | powyżej 100 tys. mieszkańców, część aglomeracji                     |
| Świętochłowice       | śląskie             | 45 021                 | 13,30                           | 3385                | część aglomeracji                                                   |
| Tychy                | śląskie             | 121 063                | 81,81                           | 1480                | powyżej 100 tys. mieszkańców, część aglomeracji                     |
| Zabrze               | śląskie             | 152 461                | 80,41                           | 1896                | powyżej 100 tys. mieszkańców, część aglomeracji                     |
| Żory                 | śląskie             | 61 923                 | 64,63                           | 958                 | część aglomeracji                                                   |
| Kielce               | świętokrzyskie      | 180 537                | 109,65                          | 1646                | miasto wojewódzkie, powyżej 100 tys. mieszkańców                    |
| Elbląg               | warmińsko-mazurskie | 112 052                | 79,82                           | 1404                | byłe miasto wojewódzkie, powyżej 100 tys. mieszkańców               |
| Olsztyn              | warmińsko-mazurskie | 166 392                | 88,32                           | 1884                | miasto wojewódzkie, powyżej 100 tys. mieszkańców                    |
| Kalisz               | wielkopolskie       | 91 963                 | 69,38                           | 1325                | byłe miasto wojewódzkie, powyżej 100 tys. mieszkańców               |
| Konin                | wielkopolskie       | 66 103                 | 82,30                           | 803                 | byłe miasto wojewódzkie                                             |
| Leszno               | wielkopolskie       | 59 521                 | 31,86                           | 1868                | byłe miasto wojewódzkie                                             |
| Poznań               | wielkopolskie       | 536 151                | 261,92                          | 2047                | miasto wojewódzkie, powyżej 100 tys. mieszkańców                    |
| Koszalin             | zachodniopomorskie  | 105 263                | 105,57                          | 997                 | byłe miasto wojewódzkie, powyżej 100 tys. mieszkańców               |
| Szczecin             | zachodniopomorskie  | 386 706                | 300,62                          | 1286                | miasto wojewódzkie, powyżej 100 tys. mieszkańców                    |
| Świnoujście          | zachodniopomorskie  | 38 541                 | 202,06                          | 191                 | specyficzne położenie fizycznogeograficzne, duża powierzchnia       |